# Urs Schönenberger
Urs «Longo» Schönenberger (* 21. Februar 1959) ist ein ehemaliger Schweizer Fussballspieler und -trainer. Den Spitznamen «Longo» erhielt er aufgrund seiner Körpergrösse (1,93 m). Als Trainer erreichte er mit dem FC Thun 2005 sensationell die Gruppenphase der Champions League.

## Karriere als Spieler
Schönenberger wuchs in Zürich-Wiedikon auf und erhielt mit 20 Jahren seinen ersten Profivertrag beim FC Zürich. In der Saison 1980/81 wurde der Verteidiger im Alter von 22 Jahren Schweizer Meister mit dem FC Zürich.
1986 wechselte er zur AC Bellinzona und 1987 weiter zum FC Luzern. Mit Luzern gewann er in der Saison 1988/89 seinen zweiten Meistertitel. Er blieb bis 1994 beim FC Luzern, ehe er nach jeweils einer Saison beim FC Solothurn und beim SC Kriens seine aktive Karriere im Jahr 1996 beendete.

## Karriere als Trainer

### Anfänge
Nach dem Ende seiner Spielerkarriere stieg Schönenberger 1996 als Assistenztrainer von Raimondo Ponte beim FC Zürich ein. 2001 wechselte er als Cheftrainer zum FC Winterthur in die Nationalliga B. Von Januar 2002 bis zum Ende der Saison 2002/03 war er Trainer beim SC Kriens. Zur Saison 2003/04 übernahm er den Trainerposten beim FC Luzern. Dort wurde er jedoch nach nur wenigen Monaten, am 1. November 2003, freigestellt, Grund für die Entlassung war laut Verein ein «Zerwürfnis zwischen Kader und Trainer». 2004 war er bei YF Juventus Zürich in der damals drittklassigen 1. Liga tätig, im Juli 2004 gelang der Aufstieg in die Challenge League.

### FC Thun
Anfang 2005 übernahm Schönenberger als Nachfolger von Hanspeter Latour den FC Thun, es war sein erstes Trainerengagement in der Super League. Er führte den Verein in der Saison 2004/05 zur Vizemeisterschaft und damit zum besten Saisonergebnis der Vereinsgeschichte. In der darauffolgenden Qualifikation zur Champions League erreichte der FC Thun nach Siegen gegen Dynamo Kiew (Ukraine) und Malmö FF (Schweden) die Gruppenphase der Champions League 2005/06. In einer Gruppe mit dem FC Arsenal, Sparta Prag sowie Ajax Amsterdam verpasste er mit dem Verein den Achtelfinaleinzug, qualifizierte sich als Gruppendritter jedoch für den Sechzehntelfinal des UEFA-Cups.
Am 13. Februar 2006 – drei Tage vor dem Sechzehntelfinal-Hinspiel gegen den Hamburger SV – wurde Schönenberger freigestellt, trotz den sportlichen Erfolgen mit dem FC Thun und für Aussenstehende sehr überraschend. Seine kritischen Fragen und seine personellen Entscheide (er wurde auch «der ewig Kompromisslose» genannt) machten ihn im Vereinsvorstand zu einer umstrittenen Figur.

### FC Aarau
Ab Mai 2006 trainierte Schönenberger den FC Aarau. Für die Saison 2005/06 durfte er sich als «Retter» des Vereins feiern lassen: Zum Zeitpunkt seiner Übernahme stand der FC Aarau auf dem letzten Tabellenplatz, unter Schönenberger holte das Team jedoch fünf Punkte aus den letzten drei Saisonspielen und konnte den Abstieg in die Challenge League in letzter Minute verhindern.
Schönenberger hatte bei Aarau einen Vertrag bis zum Ende der Saison 2007/08 unterschrieben. Vor der Saison 2006/07 äusserte er, das erklärte Ziel sei erneut, den seit 1981 in der obersten Spielklasse der Schweiz spielenden FC Aarau weiter «unabsteigbar» zu halten. Der Druck auf Schönenberger stieg jedoch stetig an, je weiter die Saison voranschritt und je mehr sich die Niederlagen häuften. Nach elf Niederlagen aus 13 Saisonspielen trat Schönenberger am Abend des 30. Oktober 2006 von sich aus von seinem Amt als Cheftrainer zurück. Nachfolger wurde der bis dahin als Sportchef fungierende Ruedi Zahner.

### Weitere Stationen
Ab Mitte März 2007 war Schönenberger zum zweiten Mal Trainer von YF Juventus Zürich und löste dort den freigestellten Raimondo Ponte ab. Der YF Juventus Zürich stieg trotz allen Bemühungen am Ende der Saison 2006/07 in die 1. Liga ab.
Am 4. September 2008 übernahm er das Traineramt des österreichischen Bundesligisten SCR Altach. Am 12. Januar 2009 wurde er mit sofortiger Wirkung beurlaubt.
Im Mai 2011 verpflichtete der FC Wohlen Schönenberger für die restlichen vier Spiele der Challenge-League-Saison 2010/11. Das Ziel, den drohenden Abstieg abzuwenden, gelang Schönenberger. Nach einem schwachen Start in die Saison 2011/12 wurde er nach einer 1:4-Niederlage gegen den SC Kriens im November 2011 vom Verein entlassen und durch Adrian Kunz ersetzt.
Im Februar 2012 wurde er vom abstiegsbedrohten Schweizer Zweitligisten SC Kriens verpflichtet. Nach nur einem Monat, am 30. März, entbanden die Krienser Schönenberger wegen Erfolglosigkeit (nur ein Punkt aus fünf Spielen) von seinen Aufgaben. Der Verein stieg am Ende der Saison aus der Challenge League ab.

## Sonstiges
Schönenberger hat eine Lehre als Hochbauzeichner abgeschlossen. Er ist verheiratet, hat zwei Kinder und lebt im Kanton Aargau.
Zwischen April und Mai 2006 war Schönenberger für das Schweizer Fernsehen aktiv. Für die im Rahmen eines Trainingslagers mit anschliessendem Live-Spiel durchgeführte Doku-Soap Der Match übernahm er die Rolle des Assistenztrainers. Trainer war Gilbert Gress.
Anlässlich der Fussball-WM 2006 lud das Schweizer Fernsehen Schönenberger des Öfteren als Studiogast ein, um aus der Sicht des Trainers einzelne WM-Spiele zu beurteilen.